# Torrenticnemis filicornis
Torrenticnemis filicornis – gatunek ważki z rodziny pióronogowatych (Platycnemididae); jedyny przedstawiciel rodzaju Torrenticnemis. Jest endemitem Nowej Gwinei.